# Flytoget

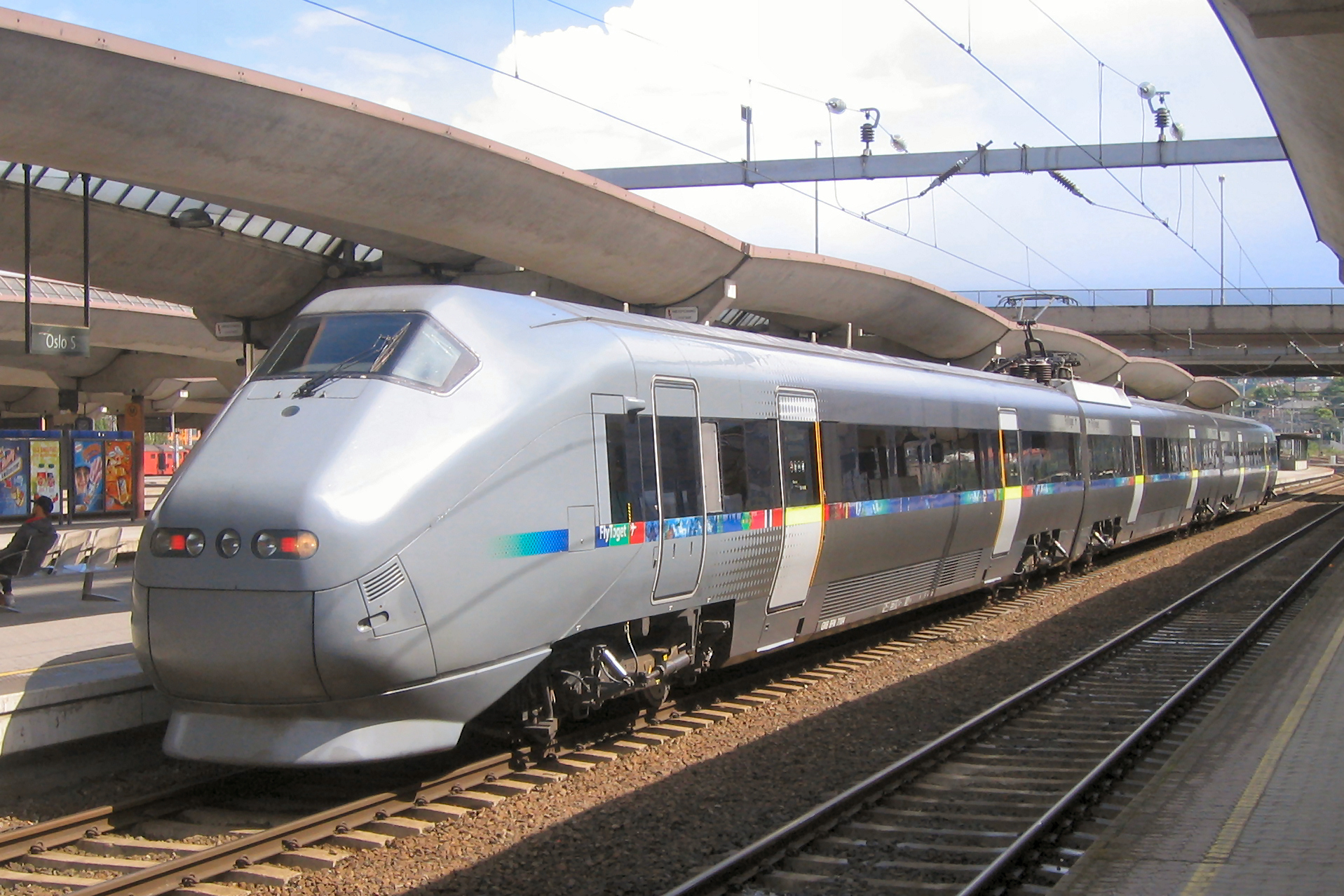
BFM 71104 in Oslo Sentralstasjon

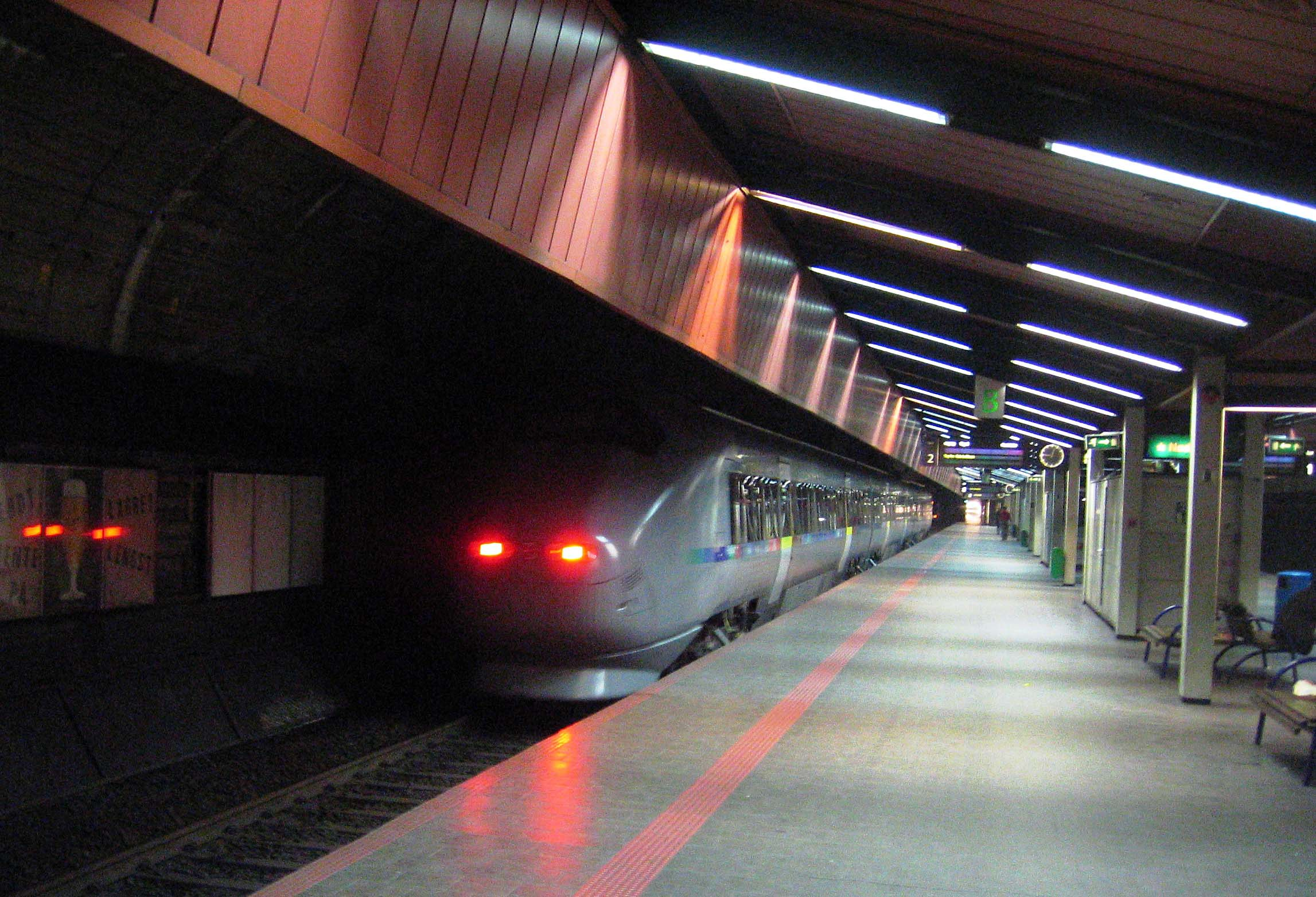
Flytoget in het station Oslo Nationaltheatret (Oslo, Nationaal theater)

De Flytoget is de Noorse hogesnelheidstrein, die vliegveld Gardermoen met Oslo Sentralstasjon, het centraal station van Oslo verbindt. De trein rijdt daarna verder naar het eindpunt in Drammen. De trein heeft ongeveer 19 minuten nodig om de 50 km die het vliegveld van het stadscentrum scheiden af te leggen waarbij een maximale snelheid van 210 kilometer per uur wordt bereikt. Over het totale traject van 100 km  tot Drammen doet de trein een uur. De treinen van het type BM 71 worden geëxploiteerd door Flytoget AS, een 100% zelfstandige onderneming, in volle eigendom van de Noorse overheid (ministerie van handel en industrie).

## Stations
De treinen doen de volgende stations aan:
- Gardermoen
- Lillestrøm
- Oslo Sentralstasjon (Oslo Centraal)
- Nationaltheatret Station (Oslo)
- Skøyen (Oslo)
- Lysaker (op de grens tussen Oslo en Bærum)
- Sandvika (Bærum)
- Asker
- Drammen (eindstation)

Overdag rijdt de trein om de tien minuten, afwisselend rechtstreeks naar Oslo Centraal (eindstation) of stoppend aan alle stations tot Drammen. 's Avonds en 's zondags rijdt de trein om de twintig minuten stoppend aan alle stations.